# Pharmacological Reports
Pharmacological Reports, abgekürzt Pharmacol. Rep., ist eine wissenschaftliche Fachzeitschrift, die vom Elsevier-Verlag veröffentlicht wird. Die Zeitschrift wurde 1949 unter dem Namen Prace Komisji Nauk Farmaceutycznych / Polska Akademia Umiejetnósci gegründet, im Jahr 1956 wurde der Titel in Dissertationes pharmaceuticae et pharmacologicae / Zakład Farmakologii Polskiej Akademii Nauki geändert. Im Jahr 1972 erfolgte eine Anglisierung des Namens in Polish Journal of Pharmacology and Pharmacy, eine Kürzung des Namens auf Polish Journal of Pharmacology erfolgte 1993. Im Jahr 2005 erfolgte die Änderung in Pharmacological Reports. Die Zeitschrift erscheint mit sechs Ausgaben im Jahr. Es werden Arbeiten veröffentlicht, die sich mit allen Aspekten der Pharmakologie beschäftigen.
Der Impact Factor lag im Jahr 2014 bei 1,928. Nach der Statistik des ISI Web of Knowledge wird das Journal mit diesem Impact Factor in der Kategorie Pharmakologie und Pharmazie an 153. Stelle von 254 Zeitschriften geführt.